# Họ người Việt Nam
Họ người Việt Nam gồm các họ của người dân tộc Kinh và các dân tộc thiểu số khác sống trên lãnh thổ đất nước Việt Nam. Việt Nam nằm ở khu vực Đông Nam Á nhưng lại thuộc vùng văn hóa Đông Á nên không giống các nước Đông Nam Á khác, Việt Nam chịu nhiều ảnh hưởng từ văn hóa Trung Quốc nên họ người Việt cũng vậy. Tuy vậy họ người Việt không nhiều như Trung Quốc. Ba họ lớn nhất ở Việt Nam là Nguyễn, Trần, Lê đều có người làm vua, sáng lập ra những triều đại  trong lịch sử Việt Nam.

## Các họ phổ biến của người Việt
Phần lớn các họ phổ biến ở Việt Nam gắn liền với các triều đại phong kiến Việt Nam. Họ phổ biến nhất của người Việt (tức người Kinh) cũng như của toàn bộ người Việt Nam là họ Nguyễn, là họ của triều đại phong kiến Việt Nam cuối cùng (triều nhà Nguyễn). Theo một thống kê năm 2022 thì họ này chiếm tới khoảng 31.5% dân số Việt Nam (chưa tính tới các họ tách từ dòng tộc nhà Nguyễn là Tôn Thất hay Tôn Nữ). Các họ phổ biến khác như họ Trần, họ Lê, họ Ngô, họ Đinh, nhà Ngô, nhà Đinh, nhà Trần, nhà Hồ, nhà Tiền Lê - Hậu Lê.
Danh sách 15 họ phổ biến của người Việt, trong cuốn sách "100 họ phổ biến ở Việt Nam" của Nhà xuất bản Khoa học Xã hội xuất bản năm 2022 đã thống kê: 
| Thứ tự | Họ            | Hán tự (chữ Hán) | Tỉ lệ dân số |
| ------ | ------------- | ---------------- | ------------ |
| 1      | Nguyễn        | 阮               | 31.5%        |
| 2      | Trần          | 陳               | 10.9%        |
| 3      | Lê            | 黎               | 8.9%         |
| 4      | Phạm          | 范               | 5.9%         |
| 5      | Hoàng / Huỳnh | 黃               | 5.1%         |
| 6      | Vũ / Võ       | 武               | 3.9%         |
| 7      | Phan          | 潘               | 2.8%         |
| 8      | Trương        | 張               | 2.2%         |
| 9      | Bùi           | 裴               | 2.1%         |
| 10     | Đặng          | 鄧               | 1.9%         |
| 11     | Đỗ            | 杜               | 1.9%         |
| 12     | Ngô           | 吳               | 1.7%         |
| 13     | Hồ            | 胡               | 1.5%         |
| 14     | Dương         | 楊               | 1.4%         |
| 15     | Đinh          | 丁               | 1.0%         |
| 16     | Trịnh         | 鄭               | 1.0%         |

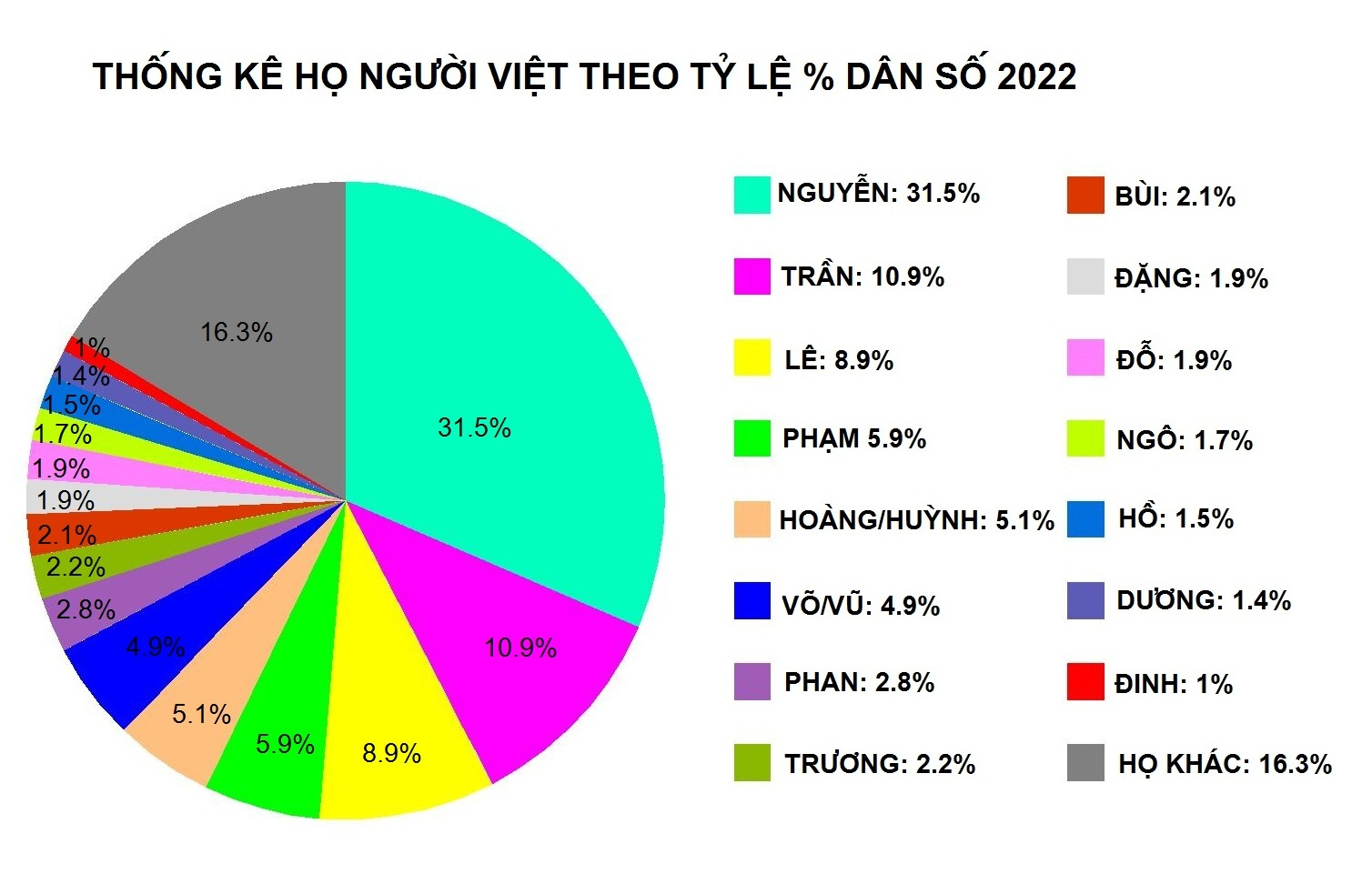
Thống kê các họ người Việt Nam năm 2022

Trước đó, danh sách 13 họ phổ biến của người Việt, chiếm khoảng 90% dân số Việt Nam được thống kê từ năm 2005 như sau:
| Thứ tự | Họ          | Hán tự (chữ Hán) | Tỉ lệ dân số |
| ------ | ----------- | ---------------- | ------------ |
| 1      | Nguyễn      | 阮               | 38,4%        |
| 2      | Trần        | 陳               | 10,3%        |
| 3      | Lê          | 黎               | 8,2%         |
| 4      | Phạm        | 范               | 6,7%         |
| 5      | Hoàng/Huỳnh | 黃               | 5,5%         |
| 6      | Phan        | 潘               | 4%           |
| 7      | Vũ/Võ       | 武               | 3,4%         |
| 8      | Đặng        | 鄧               | 3,1%         |
| 9      | Bùi         | 裴               | 2,5%         |
| 10     | Đỗ          | 杜               | 2,1%         |
| 11     | Hồ          | 胡               | 1,3%         |
| 12     | Ngô         | 吳               | 1,3%         |
| 13     | Dương       | 楊               | 1%           |

## Các họ khác của người Việt và họ người sắc tộc thiểu số Việt Nam

### Con gái mang họ là tên đệm của cha
Tại xã Sơn Đồng (huyện Hoài Đức), xã Tân Lập (huyện Đan Phượng), xã Cộng Hòa (huyện Quốc Oai) của Hà Nội, và xã Liên Khê, huyện Khoái Châu, tỉnh Hưng Yên, có phong tục con gái không mang họ của cha, mà lấy tên đệm của cha làm họ. Từ đó phát sinh các họ như Đắc, Đình, Sỹ, Tri, Ngọc, Văn, Tiếp, Doãn, Quế, Danh, Hữu, Khắc... Phong tục này không áp dụng đối với con trai. Những người dân ở các địa phương này quan niệm rằng họ của cha là họ "mượn", không phải họ gốc, còn tên đệm của cha mới là họ gốc. Con trai luôn mang họ và tên đệm của cha, còn con gái lấy tên đệm của cha làm họ để không bị mất họ.

### Lịch sử họ người dân tộc thiểu số Việt Nam
Họ của các cư dân thuộc các sắc tộc thiểu số bản địa ở Việt Nam, thường bắt nguồn từ tín ngưỡng thờ vật tổ (tô-tem).

### Họ người Thái Việt Nam
Theo thống kê điều tra dân số Việt Nam năm 2009, người Thái là sắc tộc đông thứ 3 trong số 54 dân tộc ở Việt Nam. Họ người Thái ở Việt Nam phát triển từ 13 họ gốc ban đầu làː Lò, Lữ, Lường, Quàng, Tòng, Cà, Lỡ, Mè, Lù, Lềm, Ngân, Nông. Ngày nay người Thái Việt Nam có các họː Bạc, Bế, Bua, Bun, Cà, Cầm, Chẩu, Chiêu, Đèo (hay Điêu), Hoàng, Khằm, Leo, Lỡ, Lềm, Lý, Lò, Lô, La, Lộc, Lự, Lừ (họ này có mặt tại huyện Yên Châu, xã Mường Khoa, Ta Khoa huyện Bắc Yên của Sơn La), Lường, Mang, Mè, Nam, Nông, Ngân, Ngu, Nho, Nhọt, Panh, Pha, Phia, Quàng, Sầm, Tụ, Tày, Tao, Tạo, Tòng, Vang, Vì, Sa (hay Xa), Xin,... Một số dòng họ quý tộc có nhiều thế hệ làm thổ tù, phụ đạo các châu kỵ mi biên giới tây bắc Việt Nam như các họː Cầm, Bạc, Xa, Đèo (hay Điêu), Hà, Sầm, Lò,... Cụ thể từ thời nhà Lê sơ đến nhà Nguyễn các triều đình phong kiến Việt Nam phong choː họ Xa thế tập phụ đạo ở châu Mộc (Mộc Châu), Mã Nam và Đà Bắc, họ Hà thế tập phụ đạo Mai Châu, họ Bạc thế tập ở Thuận Châu, họ Cầm phụ đạo Mai Sơn, Sơn La, Tuần Giáo và Phù Yên, họ Đèo (còn gọi là họ Điêu) thế tập tại Quỳnh Nhai, Lai Châu, Luân Châu và Chiêu Tấn,...

### Danh sách các họ khác ít phổ biến hơn của người Việt Nam
Dân số Việt Nam còn lại có thể có các họ sau (xếp theo thứ tự chữ cái):  
- Ái
- An
- Anh
- Ao
- Ánh
- Ân
- Âu
- Âu Dương
- Ấu
- Bá
- Bạc
- Ban
- Bạch
- Bàn
- Bang
- Bàng
- Bành
- Bảo
- Bế
- Bì
- Biện
- Bình
- Bồ
- Chriêng
- Ca
- Cà
- Cái
- Cai
- Cam
- Cảnh
- Cao
- Cáp
- Cát
- Cầm
- Cấn
- Chế
- Chiêm/Chim
- Chu/Châu
- Chắng
- Chung
- Chúng
- Chương
- Chử
- Chích
- Cố
- Cồ
- Cổ
- Công
- Cống
- Cung
- Chúc
- Cù
- Cự
- Dã
- Danh
- Diêm
- Diếp
- Doãn
- Diệp
- Du
- Duy
- Dư
- Đái
- Đan
- Đàm
- Đào
- Đăng
- Đắc
- Đầu
- Đậu
- Đèo
- Điêu
- Điền
- Điều
- Đinh
- Đình
- Đoái
- Đoàn
- Đoạn
- Đôn
- Đống
- Đồ
- Đồng
- Đổng
- Đới/Đái
- Đương
- Đường
- Đức
- Giả
- Giao
- Giang
- Giàng
- Giản
- Giảng
- Giáp
- Hưng
- H'
- H'ma
- H'nia
- Hầu
- Hà
- Hạ
- Hàn
- Hàng
- Hán
- Hề
- Hình
- Hoa
- Hóa
- Hoà
- Hoài
- Hoàng Phủ
- Hồng
- Hùng
- Hứa
- Hướng
- Hy
- Kinh
- Kông
- Kiểu
- Kha
- Khà
- Khai
- Khâu
- Khiêu
- Khiếu
- Khoa
- Khổng
- Khu
- Khuất
- Khúc
- Khương
- Khưu
- Kiều
- Kim
- Ly
- Lý
- La
- Lã/Lữ
- Lành
- Lãnh
- Lạc
- Lại
- Lai
- Lăng
- Lâm
- Lầu
- Lèng
- Lều
- Lim
- Liên
- Liệp
- Liêu
- Liễu
- Linh
- Loan
- Long
- Lo
- Lò
- Lô
- Lỗ
- Lộ
- Lộc
- Luyện
- Lục
- Lù
- Lư
- Lương
- Lường
- Lưu
- Ma
- Mai
- Man
- Mang
- Mã
- Mê
- Mạc
- Mạch
- Mạnh
- Mâu
- Mậu
- Mầu
- Mẫn
- Minh
- Mộc
- Mông
- Mùa
- Mục
- Miêu
- Mễ
- Niê
- Ngạc
- Ngân
- Nghiêm
- Nghị
- Ngọ
- Ngọc
- Ngôn
- Ngũ
- Ngụy
- Nhan
- Nhâm
- Nhữ
- Ninh
- Nông
- Ong
- Ô
- Ông
- Phi
- Phí
- Phó
- Phong
- Phù
- Phú
- Phùng
- Phương
- Quản
- Quán
- Quang
- Quàng
- Quảng
- Quách
- Quế
- Quốc
- Quyền
- Sái
- Sâm
- Sầm
- Sơn
- Sử
- Sùng
- Sỳ
- Tán
- Tào
- Tạ
- Tăng
- Tấn
- Tất
- Tề
- Thang
- Thanh
- Thái
- Thành
- Thào
- Thạch
- Thân
- Thẩm
- Thập
- Thế
- Thi
- Thiều
- Thiệu
- Thịnh
- Thiềm
- Thoa
- Thôi
- Thóng
- Thục
- Tiêu
- Tiết
- Tiếp
- Tinh
- Tòng
- Tân
- Tần
- Tô
- Tôn
- Tôn Nữ
- Tôn Thất
- Tông
- Tống
- Trang
- Tráng
- Trác
- Trà
- Trâu
- Tri
- Trì
- Trừ
- Thông
- Triệu
- Trình
- Trung
- Trưng
- Truyện
- Tuấn
- Từ
- Tưởng
- Tướng
- Ty
- Uông
- Uân
- Ung
- Ưng
- Ứng
- Vàng
- Vâng
- Vạn
- Văn
- Văng
- Vi
- Vĩnh
- Viêm
- Viên
- Việt
- Vòng
- Vừ
- Vương
- Viêng
- Vưu
- Vu
- Xa
- Xung
- Y
- Yên

Bảng danh sách trên có thể phân chia theo các nhóm dân tộc chủ yếu sống trên lãnh thổ Việt Nam theo địa bàn cư trú sau:
- Họ người Kinh và người Việt gốc Hoa, thường được Hán hóa mạnh kể từ đầu Công nguyên, trong thời kỳ Bắc thuộc lần 2 trở đi.
- Họ người dân tộc thiểu số miền núi phía bắc và bắc Trung Bộ (Tày, Thái,...), mang nguồn gốc từ tín ngưỡng tô-tem của xã hội thị tộc nguyên thủy bản địa nhưng theo phụ hệ.
- Họ người các dân tộc thiểu số Tây Nguyên (một số còn theo chế độ mẫu hệ như Người Ê Đê,...)
- Họ người Chăm Nam Trung Bộ và Nam Bộ (nguyên gốc, và Việt hóa (Chế,..))
- Họ người Khmer Nam Bộ (nguyên gốc, và Việt hóa (Thạch, Sơn, Trương,...)) họ Liêng.
- Họ người Ba Na Kon Tum trước 1975 thì thường kèm theo tên thánh theo đạo Công giáo, sau 1975 để phân biệt nên chính phủ đặt A là con trai như A Lơi A Minh, còn gái thì Y Blan Y Thoai... cho có họ.[cần dẫn nguồn]